# Tapajós
Os tapajós são um grupo indígena brasileiro, com remanescentes na área urbana de Santarém e na vila de Alter-do-Chão. No século XVII, controlava uma extensa área entre os municípios de Juruti e Prainha, no estado brasileiro do Pará.
Alguns autores identificam a cultura arqueológica Santarém como pertencente aos tapajós, que provavelmente falavam uma língua tupi.